# Baszkirska Autonomiczna Socjalistyczna Republika Radziecka
Baszkirska Autonomiczna Socjalistyczna Republika Radziecka, Baszkirska ASRR (ros. Башкирская Автономная Советская Социалистическая Республика, Башкирская АССР, baszk. Башҡорт Автономиялы Совет Социалистик Республикаhы, Башҡорт АССР-ы) – republika autonomiczna w Związku Radzieckim, wchodząca w skład Rosyjskiej Federacyjnej Socjalistycznej Republiki Radzieckiej.
Baszkirska Republika Radziecka została utworzona 23 marca 1919 r. jako jedna z pierwszych autonomii dla zamieszkujących Rosję mniejszości narodowych. Zorganizowanie autonomicznej republiki Baszkirów było elementem prowadzonej zwłaszcza w początkowym okresie istnienia ZSRR polityki korienizacji, tj. przyznawania autonomii nierosyjskim narodom dawnego Imperium Rosyjskiego, wcześniej dyskryminowanym i wynaradawianym przez carat.
Baszkirska ASRR została zlikwidowana w 1990 r. na fali zmian związanych z rozpadem ZSRR. Jej prawną kontynuacją jest autonomiczna rosyjska republika Baszkortostanu.
 Informacje n.t. położenia, gospodarki, historii, ludności itd. Baszkirskiej Autonomicznej Socjalistycznej Republiki Radzieckiej znajdują się w: artykule poświęconym Republice Baszkirii, jak obecnie nazywa się ta rosyjska jednostka polityczno-administracyjna